# シュヴェツィンゲン
シュヴェツィンゲン (ドイツ語: Schwetzingen, ドイツ語発音: [ˈʃvɛt‿sɪŋən] ( 音声ファイル)) は、ドイツ連邦共和国バーデン＝ヴュルテンベルク州ライン＝ネッカー郡に属する都市。バーデン＝ヴュルテンベルク州の北西部、ハイデルベルクの南西約10km、マンハイムの南東約15kmにあたる。プファルツ選帝侯の夏の宮殿と、その城内劇場（「ロココ劇場」）で開催される「シュヴェツィンゲン音楽祭」で国際的に知られている。この都市は、1954年に創設されたドイツ観光街道の一つでマンハイムからプラハに至る古城街道沿いに位置する。
シュヴェツィンゲンは、ライン＝ネッカー郡で5番目に大きな都市で隣接する市町村の中級中心都市となっている。また、1993年4月1日からは、大規模郡都市にも指定されている。

## 地理

### 位置と自然環境
シュヴェツィンゲンは、オーバーライン地溝帯内、ライン＝ネッカー大都市圏に位置し、東をライン川、西をオーデンヴァルトにはさまれている。市内をライムバッハ川が流れ、市からさほど遠くない地点でライン川に合流する。
シュヴェツィンゲンには、公式な市区としてヒルシュアッカー区が設けられている。この他に、公式な市区ではないものの、名前を付けられて呼ばれる地区がある。新興住宅地の「シェルツィヒ」、北部の「クライン・フェルト」、鉄道の東側にあたる「オストシュタット」、城館公園の南側にあたる「ジュートシュタット」、鉄道の北西部にあたる「ノルトシュタット」がそれである。これらは比較的まとまりのより関係を保っている。また、ブリュールの西のライン川湿地に飛び地がある。
市域の面積は2,163haを越える。このうち、33.3%が住宅地および交通用地で、27.2%が農業用地、35.7%が森林である。

### 隣接する市町村
以下の市町村がシュヴェツィンゲン市に隣接する。順序は北から時計回りに列記されており、マンハイムを除き、いずれもライン＝ネッカー郡に属す: マンハイム、プランクシュタット、オフタースハイム、ホッケンハイム、ケッチュ、ブリュール。
シュヴェツィンゲンの市街地は、南のオフタースハイムのそれと完全に一体化している。また、東のプランクシュタットの市街地とも一部が密着している。このためシュヴェツィンゲン、オフタースハイム、プランクシュタットは、1993年に新しい5桁の郵便番号を設ける際、一部で共通の番号(68723)を採用した。北部の市区ヒルシュアッカー区はマンハイムのライナウ区とブリュールの間に位置し、これらと直接境を接している。

### 地域計画
シュヴェツィンゲンは、ライン＝ネッカー郡地域のマンハイム上級中心管轄下の中級中心都市である。シュヴェツィンゲン中級中心の管轄下にある市町村は、いずれもライン＝ネッカー郡のアルトルスハイム、ブリュール、ホッケンハイム、ケッチュ、ノイルスハイム、オフタースハイム、プランクシュタット、ライリンゲンである。

## 歴史
シュヴェツィンゲンは、766年12月21日のロルシュ修道院（Kloster Lorsch）の文書中に「Svezzingen」として初めて記録されており、803年には「Suezzingen Superiore」と記されている。この地には新石器時代の入植地跡が残っており、多くの線帯文土器が出土している。この土地には、元々オーバーシュヴェツィンゲン、ウンターシュヴェツィンゲンの2つの集落があったのだが、17世紀から18世紀頃に一つの村に合併した。この地域は元々ヴォルムス司教領であったが、12世紀にライン宮中伯の支配下に治められた。1439年には初めて人口が記録されており、その数は230人であった。
シュヴェツィンゲンの水城は1350年にライン宮中伯ルドルフ2世が居住権を得た際に初めて記録が遺された。三十年戦争およびプファルツ継承戦争でこの城は破壊され、プファルツ選帝侯ヨハン・ヴィルヘルムとその後継者によって再建された。1720年からカール3世フィリップにより、初めハイデルベルクからの一時的な避難用の居館として、1742年からは夏の宮殿として、増築がなされた。1750年に城の庭園を含む「新しい都市」の設計がなされ、建設が行われた。1752年には城内劇場がオープンした。
シュヴェツィンゲンは1759年に市場開催権を獲得し、18世紀にバロック様式で再建がなされた。1803年に、ライン川右岸のプファルツ選帝侯領全域とともにバーデン大公領となり、この町は行政機関の所在地に昇格した。1833年、シュヴェツィンゲンはバーデン大公レオポルトによって都市権を授けられた。1850年から工業化が始まった。シュヴェツィンゲンはレンガ工場、缶詰工場の所在地となった。また、アスパラガス栽培も重要な産業となった。
1924年ベツィルクスアムト・シュヴェツイゲン（シュヴェツィンゲン地方行政管区）は解消され、ベツィルクスアムト・マンハイムと合併し、これを母体として1938年にマンハイム郡が発足した。1930年にはハルトヴァルトの分割により、市域は大きく拡大した。
郡の再編の時代、1973年1月1日にマンハイム郡は廃止され、シュヴェツィンゲンは新たに創設されたライン＝ネッカー郡に属すこととなった。1992年に人口が2万人を突破した。これを承けてシュヴェツィンゲン市が申請した大規模郡都市への昇格をバーデン＝ヴュルテンベルク州政府は了承し、1993年4月1日に発効した。

### 宗教

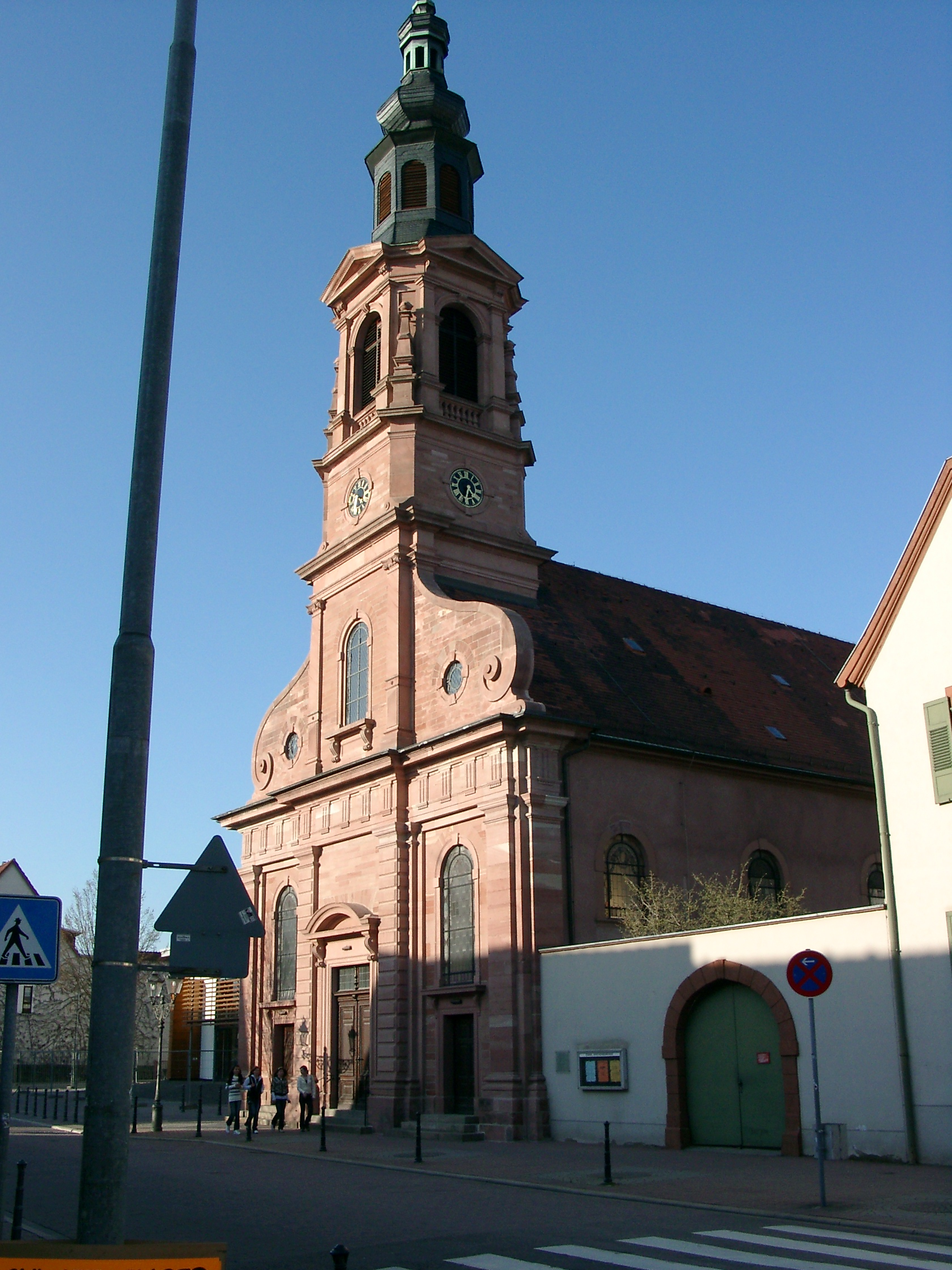
プロテスタントの市教会

シュヴェツィンゲンは、はじめヴォルムス司教区に属した。他のプファルツ選帝侯領と同様に、この町にも宗教改革がなされ、改革派教会の信仰がもたらされた。しかし、それ以後もカトリックの信仰は残り、町の教会である聖パンクレティウス教会は、両派共同の教会として用いられた。1707年のプファルツ選帝侯領の教会分離令により、この教会はカトリックのものと認定され、改革派教会は小教会堂の使用を余儀なくされた。やがてルター派も小教会を獲得した。改革派教会は1785年に独自の教会堂を建設し、19世紀末には勢力を拡大した。バーデン領に移った後、両プロテスタント教会は統一した教会組織に統合された。この教会組織は当初オーバーハイデルベルク教会管区に属し、後にシュヴェツィンゲンに独自の教会管区が置かれたが、2008年に南クアプファルツ教会管区に編入された。この際に、メラヒント派教会、ノア教会、ルター派教会、ヒルシュアッカー・ボンヘッファー教会などが分離された。
シュヴェツィンゲンのカトリック教会は、既述の通り、町で唯一の教会であった聖パンクラティウス教会を1707年以降保有した。当初この教区は、ヴォルムス司教区に属したが、1821年または1827年に新たに創設されたフライベルク大司教区ハイデルベルク主席司祭区に属すこととなった。1958年にはオストシュタットに聖マリア教会が建設された。さらに後にはヒルシュアッカーに聖ヨーゼフ教会も建てられた。1960年に独自の主席司祭区が設けられ、エーディンゲン、ネッカーハウゼン、オフタースハイム、プランクシュタット、シュヴェツィンゲン、ホッケンハイム、ケッチュ、ノイルスハイム、ライリンゲンおよびブリュールを管轄下に置いたが、はやくも1976年には廃止された。それ以後、この町の教区はヴィースロッホ主席司祭区に属している。聖パンクラティウス教区は、支部教会の聖マリア教会、ヒルシュアッカーの聖ヨーゼフ教会とともにシュヴェツィンゲン司牧単位を形成している。
こうした2大教会組織の他に、シュヴェツィンゲンには自由教会の組織や福音派メソジスト教会の組織がある。この他にも、1849年に「Evangelischen Verein für innere Mission Augsburgischen Bekenntnisses」から発展した福音派組織やラント教会の組織もある。さらには新使徒派教会やエホバの証人の施設もある。

### 人口推移
各時点での市域における人口推移を以下に記す。数値は、概算、国勢調査、あるいは各時点での管轄統計局による公的な推計値を用いた。

シュヴェツィンゲンの人口推移

## 行政

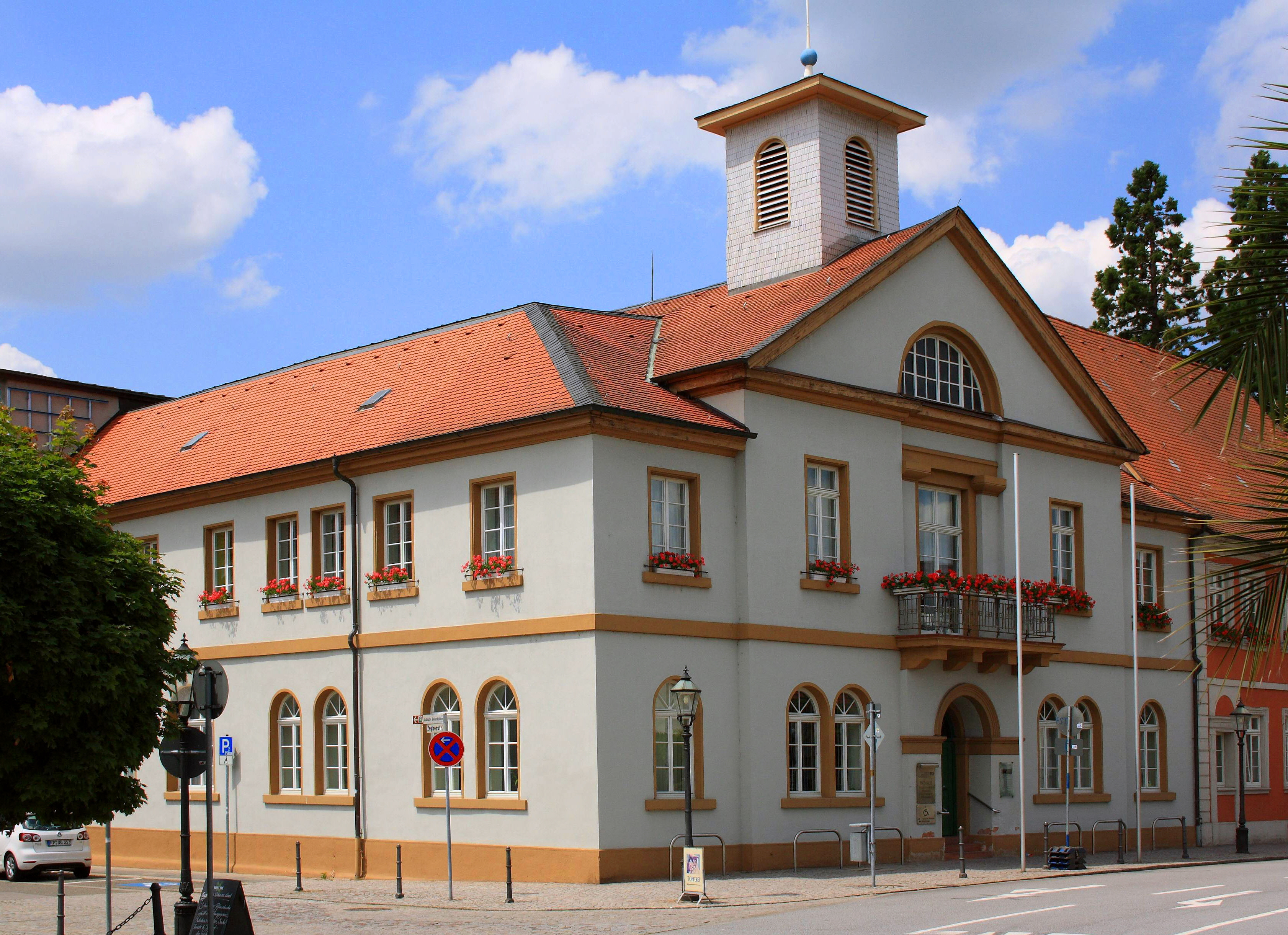
市庁舎

### 市議会
シュヴェツィンゲンの市議会は、5年ごとの直接選挙で選出される26人の議員からなる。これに上級市長が議長として加わる。

### 首長
首長は、8年ごとの直接選挙により選出される。1993年4月1日以降、首長の肩書きは「上級市長」である。ベルンハルト・ユンカーは2007年からこの職に就いている。彼は2008年に政治からの引退を表明し、これにより新たな選挙が必要となった。選挙は2008年9月21日に行われ、それまでは第1市長のルネ・ペルトルが代行する。以下に第二次世界大戦以降の市長あるいは上級市長を列記する。
- 1945年: エルンスト・カール
- 1945年 - 1948年: ヴァレンティン・ガー
- 1948年 - 1954年: フランツ・ドゥスベルガー
- 1954年 - 1961年: ハンス・カールマン
- 1961年 - 1962年: アドルフ・シュミット
- 1962年 - 1981年: クルト・ヴァイベル
- 1981年 - 1982年: ヴァルター・ベールレ
- 1982年 - 1998年: ゲルハルト・シュトラットハウス
- 1999年 - 2007年: ベルント・カッペンシュタイン
- 2007年 - 2008年: ベルンハルト・ユンカー
- 2008年 - : ルネ・ペルトル

### 紋章
シュヴェツィンゲン市の紋章は上下二分割で、上部は黒字に左向き（向かって右向き）中央の分割線から半身を現す赤い爪・赤い舌を出した金の獅子、下部は青地に銀のリング。市の旗は白 – 青である。
獅子は1803年までシュヴェツィンゲンを治めたプファルツ選帝侯を象徴する。リングは元々は、エアリヒハイム家の親族でシュヴェツィンゲン城（城塞）と関係が深いハンス・フォン・シュヴェツィンゲンの印章に由来する車輪が描かれていた。この車輪から後にリングに変更された。市はこの図案（獅子とリング）を印章にも用いており、1898年に公式に印章として用いられており、1898年に公式な紋章として認められた。

### 友好都市
- リュネヴィル（フランス、ムルト＝エ＝モゼル県）1969年
- パーパ（ハンガリー、ヴェスプレーム県）1992年
- スポレート（イタリア、ウンブリア州）2005年

## 文化と見所

### 劇場

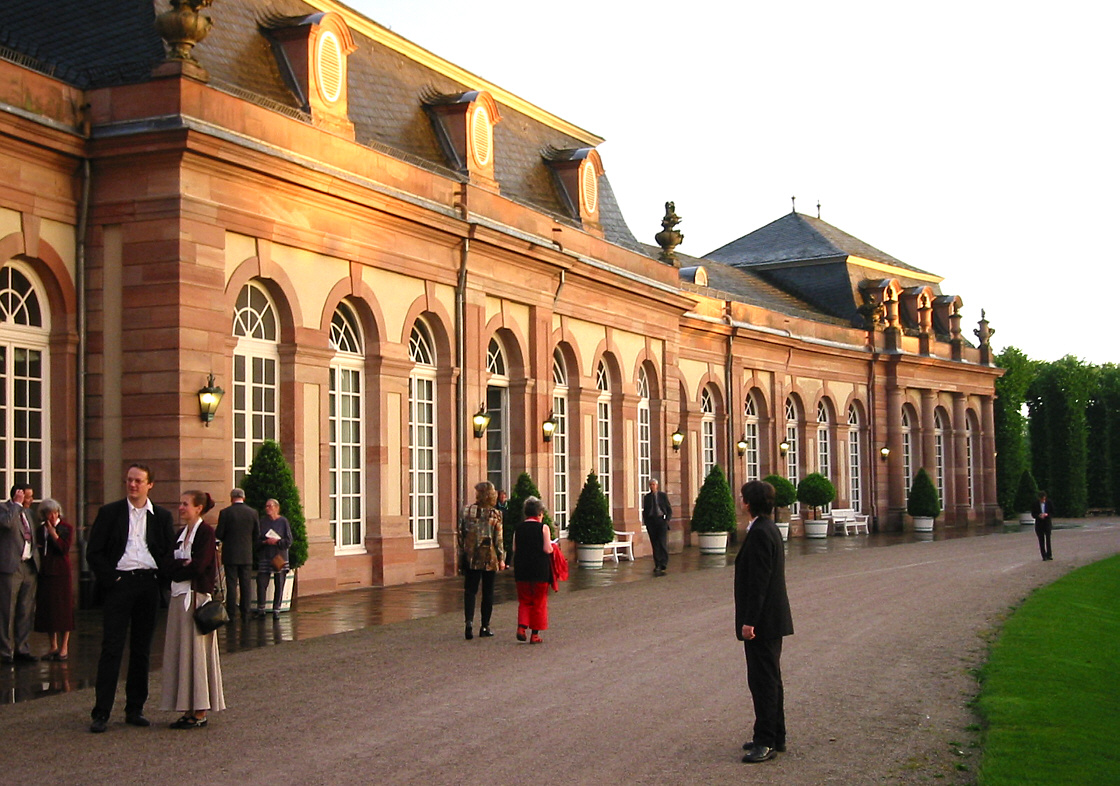
シュヴェツィンゲン城のロココ劇場

城館建築群に含まれる宮廷劇場（いわゆる「ロココ劇場」）は、プファルツ選帝侯の夏の宮殿の劇場として1752年にNicolas de Pigageにより建設された。早期古典主義様式の内装を持つこの劇場では1952年からシュヴェツィンゲン音楽祭が開催されている。イェルク・モーアが主催するシュヴェツィンゲンの劇団テアター・アム・プルスもここで公演を行っている。

### 博物館
カール・ヴェルン・ハウス - Haus Schwetzinger Sammlungen（シュヴェツィンゲン・コレクション館）には、市史の博物館がある。
XYLON - Museum + Werkstätten e.V.は、芸術版画に重点をおいた造形美術センターである。

### 建築

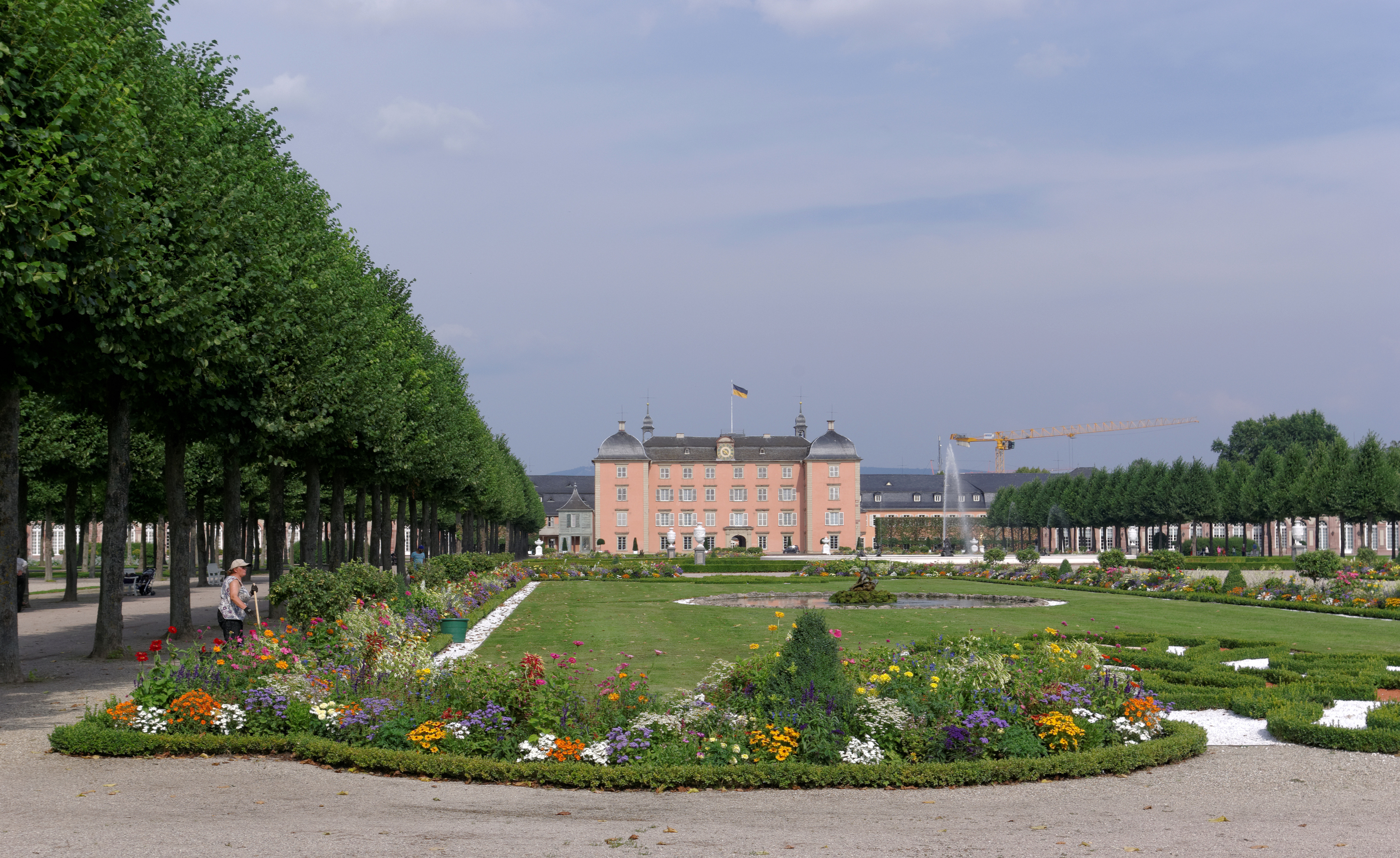
シュヴェツィンゲン城

かつてプファルツ選帝侯の夏の宮殿であったシュヴェツィンゲン城は、この町を象徴する建造物である。特にカール4世フィリップ・テオドールの時代には、シュヴェツィンゲンは狩りを目的に利用されていた。有名なのは、主館に隣接する典型的なバロック式庭園で、イギリス庭園に拡張されている。城の庭園の設計は有名な造園家フリードリヒ・ルートヴィヒ・スッケルによる。庭園の見所は、たとえば1752年建造のいわゆるロココ劇場（内装は早期古典主義様式である）、オランジュリ、浴室、野外劇場を備えたアポロ神殿、古代遺跡を模倣して造られたいわゆるローマ式水城とメルクール神殿、モスク、ミネルバ神殿やアリオンの噴水などがある。
シュヴェツィンゲンのプファルツ選帝侯夏の宮殿は、2006年にユネスコ世界遺産への登録申請を行った。
市庁舎は1821年に建設され、1889年、1912年、1919年に拡張がなされた。
市域には、以下の教会がある。
- カトリックの聖パンクラティウス教会（1736年から38年に建設され、1763年から65年に増改築された。）
- カトリックの聖マリア教会（1958年）
- ヒルシュアッカーにあるカトリックの聖ヨーゼフ教会
- プロテスタント教会（1756年建造。1884年から1888年に増築され塔が新設された。1912年から13年にも増築がなされている。）
- プロテスタントのメランヒトン教会センター

### スポーツ
- TV シュヴェツィンゲン 1864（TV64と略称される）には様々な種目のチームがある。
- HG オフタースハイム/シュヴェツィンゲンは、ハンドボール・ブンデスリーガ2部で活動している。
- SV 98 シュヴェツィンゲンは、サッカーの北バーデン連盟リーグでプレイしている。

### 年中行事
- 春: 南西ドイツ放送のシュヴェツィンゲン音楽祭。国際的に知られたフェスティバルで、クラシック及び同時代の音楽、音楽劇、演劇が上演されている。
- 7月: 光の祭り（2年に1度のペースで開催される）
- 夏: 城館広場で様々なフェスティバルが開催される。たとえば、フィエスタ・メキシカーナや城館広場祭りなどである。
- 夏: ミュージック・イン・パーク
- 9月: ヴィンテージ・カーのためのConcours d'Elegance
- 9月または10月: シュヴェツィンゲン・モーツァルト祭り
- 冬: シュヴェツィンゲンの氷の魔法（城館広場南側の屋外スケート場）
- 12月: シュヴェツィンゲンのクリスマス市

## 経済と社会資本

### 経済
シュヴェツィンゲンには、Pfaudler Werken（工業施設・機械製造）、Möbel Höffner、Pfitzenmeierグループ（フィットネス）の他に多くの中小企業が存在する。
観光業はシュヴェツィンゲンで多くの雇用を生み出しており、飲食店やホテルで働く人も多い。
2004年現在、シュヴェツィンゲンで社会保険支払い義務のある労働者は6,077人である。

### 交通

#### 遠距離交通
シュヴェツィンゲンは、アウトバーンA5号線（ハイデルベルク/シュヴェツィンゲン・インターチェンジ）、A6号線（シュヴェツィンゲン/ホッケンハイム・インターチェンジまたはマンハイム/シュヴェツィンゲン・インターチェンジ）に直接アクセスでき、全方向へ交通の便が良い場所にある。
市を南北に連邦道B36号線が貫いている。市西部のバイパス（州道L599号線）は1990年代にマンハイム/シュヴェツィンゲン・インターチェンジとシュヴェツィンゲン/ホッケンハイム・インターチェンジとを結ぶ形で建設されたものである。2004年からハイデルベルク/シュヴェツィンゲン・インターチェンジへのバイパス道路建設が行われており、2006年末に第一区のマンハイムからシュヴェツィンゲン中央までの区間が開通した。

#### 鉄道

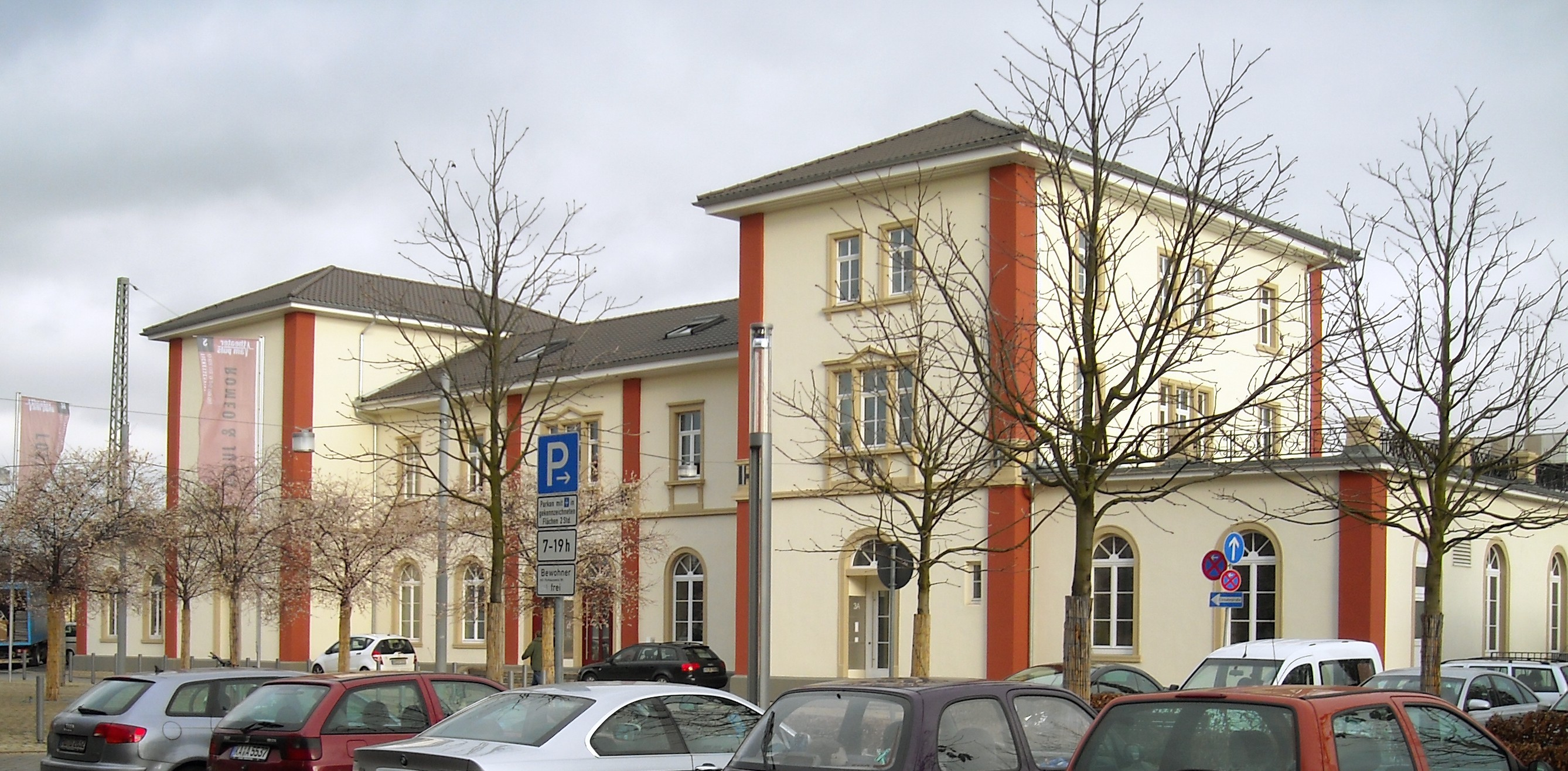
シュヴェツィンゲン駅

1870年以降、この町はライン鉄道マンハイム – カールスルーエ線沿いに駅を持つこととなった。この駅はローカル列車や貨物列車に利用されている。将来的にはライン・ネッカーSバーンがこの路線を利用することになっている。また、新しい駅（ヒルシュアッカーおよびノルトシュタット）もSバーン拡張計画に含まれている。1967年までは運営されており、現在は廃止されたハイデルベルク – シュパイアー線もシュヴェツィンゲンを経由していた。マンハイム – シュトゥットガルト間の高速鉄道、ICEは市域の北を接するように西に向かう。

#### 近郊公共交通
1910年から1938年まで路面電車シュヴェツィンゲン – ケッチュ線が運行していた。1927年から1973年の間に、シュヴェツィンゲンのHeidelberger Straßen- und Bergbahn AGの路面電車が廃止された。現在はライン＝ネッカー・バス交通のバス路線が近隣の市町村やマンハイム、ハイデルベルクを結んでいる。シュヴェツィンゲンはライン＝ネッカー交通連盟のサービス提供地域に含まれる。市内は特別料金が適用される。

### メディア
シュヴェツィンゲンでは、日刊紙としてSchwetzinger Zeitungが刊行されている。この他に毎週水曜日にSchwetzinger Wocheが、シュヴェツィンゲン市民には無料で配布される。これらの新聞にはシュヴェツィンゲンのローカルな行事が掲載されている。2008年1月1日から地方テレビ局tvregionalがシュヴェツィンゲンに拠点を構えている。この放送局ではシュヴェツィンゲンやその周辺の大都市圏での出来事を報道している。

### 裁判所、役所、施設
シュヴェツィンゲンにはこの裁判所はマンハイム地方裁判管区に属す区裁判所、公証人役場、税務署、税関、職業安定所がある。また、マンハイム刑事警察に属す留置所を備えた警察署がある。さらにこの町には郡立病院もある。

### 教育
シュヴェツィンゲン市はギムナジウムが1校（ヘーベル・ギムナジウム）、実業学校が1校（カール・フリードリヒ・シムパー実業学校）、本課程学校が1校、基礎課程学校が4校、それに養護学校が1校（クルト・ヴァイベル養護学校）を運営している。
ライン＝ネッカー郡は、3校の職業学校を運営している。カール・テオドール・シューレ（経済ギムナジウムを併設した商業学校）、郡立病院附属看護学校、エアハルト・ショット・シューレ（経営学校）である。また精神障害者のための学校コメニウム・シューレも運営している。
シュヴェツィンゲン城の左棟には、バーデン＝ヴュルテンベルク州立の司法専門のシュヴェツィンゲン単科大学がある。ここでは、バーデン＝ヴュルテンベルク州、ラインラント＝プファルツ州、ザールラント州の司法官候補生の教育を行っている。

## 人物

### 出身者
- ヨーゼフ・モーラルト（1755年 - 1855年）音楽家
- フランツ・ダンツィ（1763年 - 1826年）音楽家
- ルイ・リング（1864年 - 1887年）アナキスト[6]
- ハインリヒ・ヘフラー（1897年 - 1963年）政治家、ドイツ連邦議会議員
- オットー・アーベッツ（1903年 - 1958年）外交官
- ユリア・ツィルンシュタイン（1990年 - ）女子サッカー選手

### その他ゆかりの人物
- ヨハン・ペーター・ヘーベル（1760年 - 1826年）詩人。シュヴェツィンゲンで逝去。
- カール・フリードリヒ・シムパー（1803年 - 1867年）自然学者で氷期の発見者。シュヴェツィンゲンで逝去。
- カール・テオドール・ハルトヴェク（1812年 - 1871年）植物学者。シュヴェツィンゲンで逝去。
- ヨーゼフ・シュテックレ（1844年 - 1893年）作家、古典文献学者。シュヴェツィンゲンで逝去。
- マックス・イルクナー（1899年 - 1966年）化学会社の企業家

## 引用
1. ↑  Statistisches Landesamt Baden-Württemberg – Bevölkerung nach Nationalität und Geschlecht am 31. Dezember 2023 (CSV-Datei)
2. ↑  Max Mangold, ed (2005). Duden, Aussprachewörterbuch (6 ed.). Dudenverl. p. 714. ISBN 978-3-411-04066-7
3. ↑  Statistisches Landesamt Baden-Württemberg, Stand: 31. Dezember 2004
4. ↑  Dieter Berger: Duden, geographische Namen in Deutschland: Herkunft und Bedeutung  der Namen von Ländern, Städten, Bergen und Gewässern. Mannheim/Leipzig/Wien/Zürich: Dudenverlag, 1993 (ISBN 3-411-06251-7), S. 243-244.
5. ↑  Herwig John, Gabriele Wüst: Wappenbuch Rhein-Neckar-Kreis. Ubstadt-Weiher 1996, ISBN 3-929366-27-4, S. 99
6. ↑  Stadtarchiv Schwetzingen; Harry Siegert: In Geschichte der Stadt Mannheim, Band 2, Seite 426 u. 427; ISBN 978-3-89735-471-5